# 지오영
지오영은 대한민국의 의약 & 건강 유통 기업이다. 지오영은 인천병원의 약제과장으로 재직하던 조선혜 회장이 지인인 현 이희구 공동회장과 함께 설립하였다. 지오영그룹은 2011년 연결기준으로 매출 1조원을 달성하였고, 2016년 매출 2조원, 2020년 매출 약 3조 8천억원을 기록하였다.

## 역사
2002년도에 설립된 지오영은 7월 SK글로벌(현 SK네트웍스)의 자회사인 케어베스트를 인수했다. 이후 강원 지역의 연합약품, 영남지역의 청십자약품과 경남청십자약품, 대전지역의 대동약품, 제주지역의 제주지오영, 충청지역의 경동약품을 차례로 인수하고 호남 지역에서는 호남지오영과 남부지오영을 설립하였다. 2014년에는 대형 병원에 의료기기와 진료재료 공급관리 서비스를 제공하던, 삼성물산의 자회사 케어캠프를 인수하여 GPO사업에 진출하였다 . 2017년 이후로는 약국 IT솔루션 전문기업인 크레소티와 팜페이몰 등 의료 IT기업까지 인수하며 헬스케어 IT 분야로 사업을 확장하였다.

### 재무적 투자자 유치
지오영은 2009년 이래 글로벌 사모펀드로부터 연이은 투자유치에 성공했다. 2009년은 골드만삭스 계열 사모펀드 운용사 골드만삭스PIA가 최초로 지분투자에 참여하였고, 2013년에는 앵커에쿼티파트너스가 지오영 지분 46%를 인수하였다. 2019년에는 글로벌 최대 사모펀드인 블랙스톤이 앵커에쿼티파트너스 등으로부터 지오영 지분을 인수하였다.

### 구조 개선
2007년 완공한 인천물류센터는 350억원을 들여 건설한 연면적 1만㎡규모의 자동화 물류 센터이다. 일 2~3회 전국 배송체계를 최초로 구축하였다. 최근 글로벌 제약사 및 국내 유망 헬스바이오 회사와 3PL, 4PL 제휴를 강화하고 있으며, 천안에 콜드체인설비를 완비한 연면적 약 3만㎡(약 9,000평)규모의 신규 허브물류센터를 2021년 4월에 준공하였다.
지오영은 업계 최초로 웹사이트에 의약품 재고 현황을 공개하였다. 이를 통해 약품 사재기를 방지하고 약국의 재고를 해결하는 등 의약품 유통의 투명화에 기여하였다. 또한, 약국경영에 필수적인 일반의약품 재고관리, 판매관리, 매출분석 시스템인 ‘캣포스(CATPOS)’를 전국 약국 대상으로 보급하고 있으며, ‘캣포스’와 의약품온라인몰인 ‘팜페이몰’의 연동 기능인 간편주문 기능을 도입했다.
지오영은 업계 최초로 영업과 물류를 분리하여 영업사원은 영업과 서비스를 담당하고 배송은 물류센터에서 진행하게 하였다.

## 논란

### 코로나 19 범유행마스크 독점 공급 논란
지오영에서 60만 장에 이르는 마스크를 신고하지 않고 불법으로 판매하여 경찰에서 수사에 착수했다. 2020년 3월 12일부로 시행한 ‘긴급수급조정조치’에 따라 보건용 마스크, 손소독제 판매업체가 특정한 거래처에 하루에 1만장 이상의 마스크를 판매한 경우 다음날 정오까지 식약처장에게 신고해야 하며, 이를 위반할 시에는 2년 이하의 징역, 5000만원 이하 벌금형에 처할 수 있다. 지오영 측에서는 위법 행위를 저지를 의도는 없었으며, 계열사에 넘긴 물량을 실수로 신고하지 않았다고 주장했다.
마스크 제조업체 측에서는 통상 마진율이 의약품은 5%, 마스크 같은 의약외품은 10% 정도인데, 900원짜리를 사들여 1100원에 팔았다면 마진율이 22%인데다, 지금 같은 상황에서는 마스크가 언제나 완판되므로 지오영 측에서는 막대한 이윤을 거두고 있다고 지적했다.
지오영이 공급하는 공적 마스크 물량의 30%만 지오영이 직접 공급하고, 나머지 70%는 지오영 컨소시엄에 참여한 업체들이 각자의 유통망으로 약국에 배송한다. 컨소시엄에 참여한 업체들은 유통마진의 절반을, 지오영이 나머지 절반을 가져간다.
지오영에서 마스크를 1~5장씩 포장해서 보내면 약국에서는 이를 다시 두 개씩 재포장하여 판매하게 된다. 약사들이 기존의 업무를 동일하게 수행해야 하는 상황에서 약사의 부담을 과중시킨다는 지적이 제기되었다. 정부에서는 지오영에서 1인 2매로 판매할 수 있도록 재분류, 포장을 담당하며 그에 따르는 인건비가 지오영 측의 마진에 포함된다고 말했지만 거짓으로 판명되었다.

#### 정부 커넥션 논란
문재인 대통령 영부인 김정숙, 조선혜 지오영 대표, 손혜원 국회의원이 숙명여자고등학교 동창이며, 지오영이 김정숙과의 인맥을 통해 공적 마스크 공급권을 독점하여 막대한 이득을 거두고 있다는 루머가 있었지만, 조 대표는 인일여자고등학교 출신이다. 그러나 조 대표는 숙명여자대학교 약학대학을 졸업했으며, 2017년 5월부터 숙명여자고등학교 이사장을 맡고 있다. 이를 바탕으로 숙명여자고등학교 동창회인 '숙녀회'를 통해 셋이 친분이 있었을 것이라는 주장이 있지만, 조 대표는 두 사람을 만난 적이 없다고 주장했다. 또한 문 대통령 대선캠프 출신이며 공영홈쇼핑 대표를 맡고 있는 최창희가 조 대표의 남편이라는 루머가 있었으나 이 또한 거짓으로 판명되었다.
한편 지오영 내부 인사와 정부 인사 간의 관계는 다른 곳에서 드러났다. 20년 1월까지 지오영의 고문을 맡았던 박명숙 전 고문은 더불어민주당에 4월 총선 비례대표 공천을 신청하여 서류심사, 면접을 통과하였다. 이의경 식약처장은 박명숙 전 고문의 남편 이재현 성균관대 약대 교수와 몇 가지 연관점이 있다. 우선 이 처장과 이 교수는 각각 서울대 약대 81학번, 77학번이고, 석사 학위도 서울대 약대에서 받았다. 이 처장은 2012년부터 식약처장 임명 전까지 성균관대 약대 교수를 역임하였고, 이 교수도 2012년부터 성균관대 약대 교수를 맡고 있다. 이 처장은 2015 - 2016년에 한국보건사회약료경영학회 회장을 역임하였고, 이 교수는 2008년부터 한국보건사회약료경영학회 법제의사에 재임 중이다.
조 대표는 지오영이 대한약사회의 추천 덕에 공적판매처에 합류할 수 있었다고 밝혔는데, 김대업 대한약사회장은 노무현 대통령 직속 약사발전특별위원회 전문위원, 민주평화통일자문회의 위원 등을 역임하여 현 정부의 구성원들과도 관계했다.

#### 군인 강제 사역 논란
지오영의 사적이익 추구를 위해 군장병을 동원하여 마스크를 유통하였다는 의혹이 나오고 있다. 군에서는 단순한 대민지원이라고 해명했으나, 업계에선 "국가가 특정 기업에 공급 독점권도 모자라 인건비 보조까지 해주는 경우는 극히 이례적"이란 말이 나왔다. 공적 마스크를 총괄하는 기획재정부 관계자는 ‘군 장병의 무료 봉사로 발생하는 이윤을 기업이 챙기는 것이 타당하냐’는 질문에는 "드릴 말씀이 없다"고 했다. 2020년 3월 19일 "마스크 공급이 워낙 급한 상황이라서 군 장병의 힘을 빌린 것"이라며 "군 장병 70명도 포장 작업을 전부 지원하기엔 사실 모자란 숫자"라고 했다. 군은 3월 23일부터 지오영 물류센터 등에 대한 군 장병 파견을 중단했다. 군 관계자는 "업체 측에서 장병들이 필요없다고 했기 때문"이라고 했다.

### 중국계 자본 논란
2019년 4월 30일에 앵커프라이빗에쿼티와 체결한 주식매매계약(SPA)을 바탕으로, 2019년 5월부터 블랙스톤 홍콩 SPC가 지오영 주식의 70%를 보유하고 있는데, 블랙스톤 홍콩 SPC는 중국계 자본을 운용하고 있으며 중국 회사에 대부분의 금액을 투자하고 있다. 청와대는 이와 관련한 허위사실 유포에 대해 법적인 조치 등의 강경대응을 예고했다.

## 같이 보기
- 듀켐바이오
- MBK 파트너스